# 图尼诺农村居民点
图尼诺农村居民点（俄语：Тюнинское сельское поселение）是俄罗斯联邦布良斯克州罗格涅季诺区所属的一个农村居民点。其下辖有10个居民点，行政中心为图尼诺。据2015年统计，该农村居民点的人口为441人。